# محافظ گوش

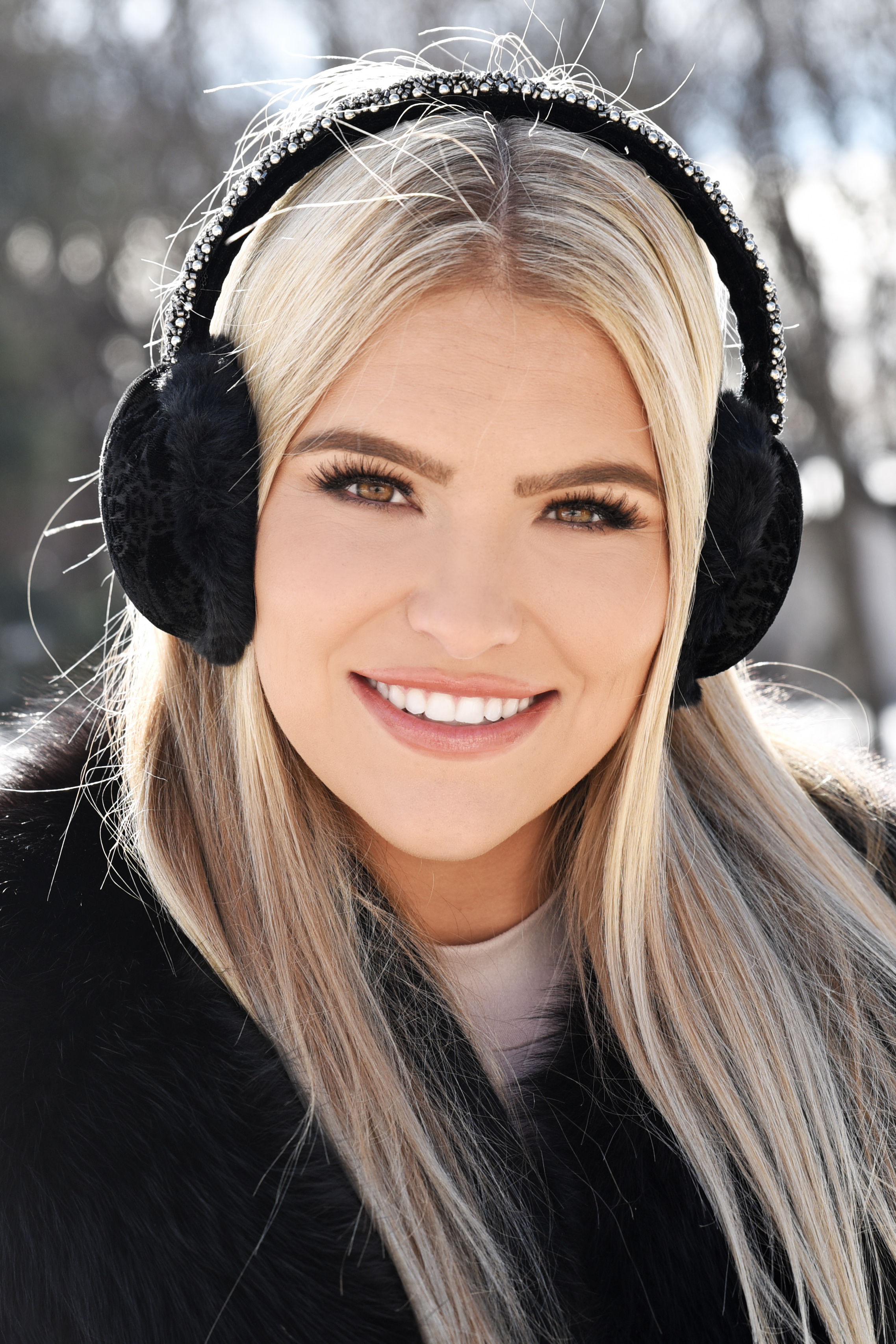
پوشیدن محافظ گوش حرارتی در هوای سرد

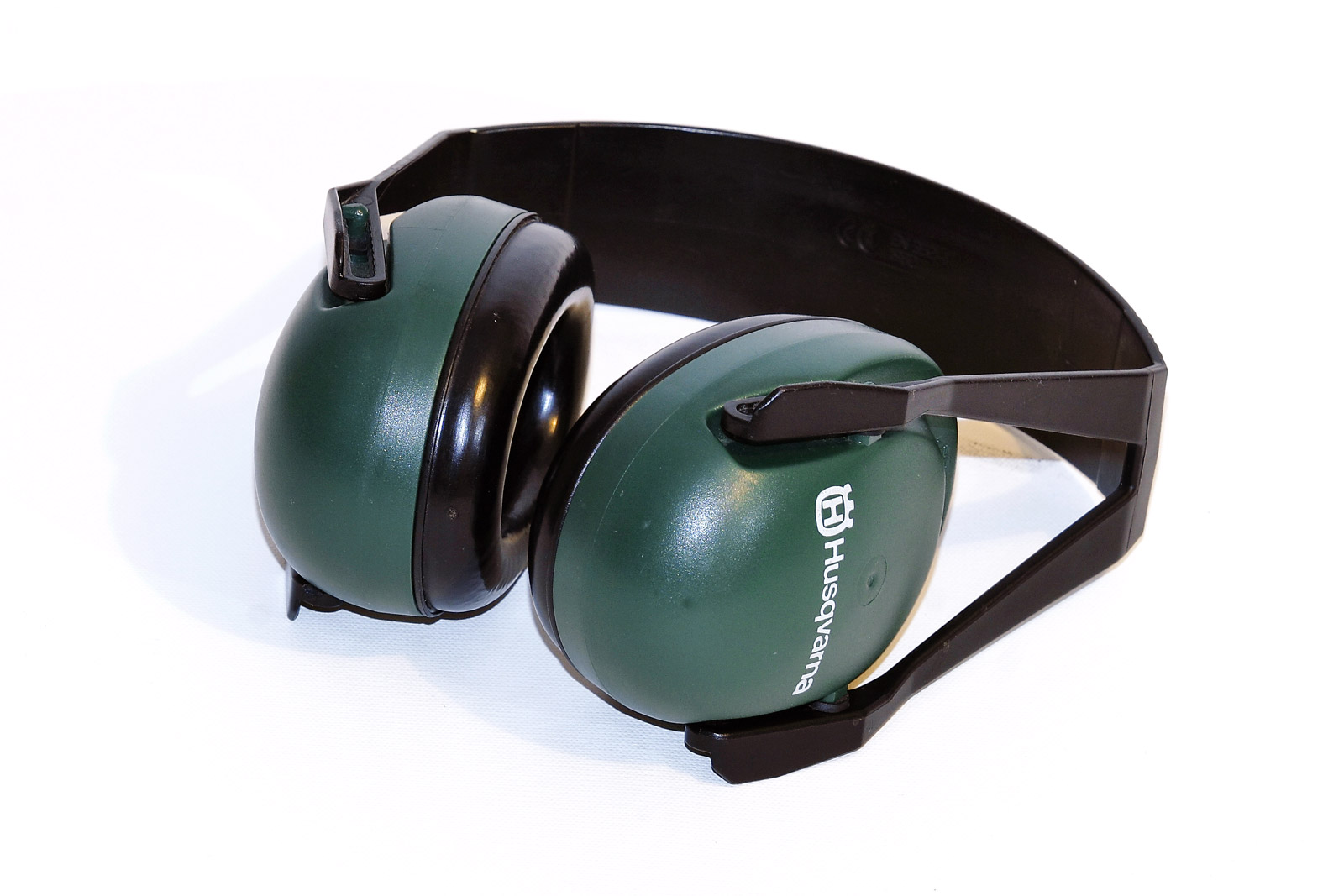
گوش‌بان آکوستیک ساخت شرکت هوسکوارنا.

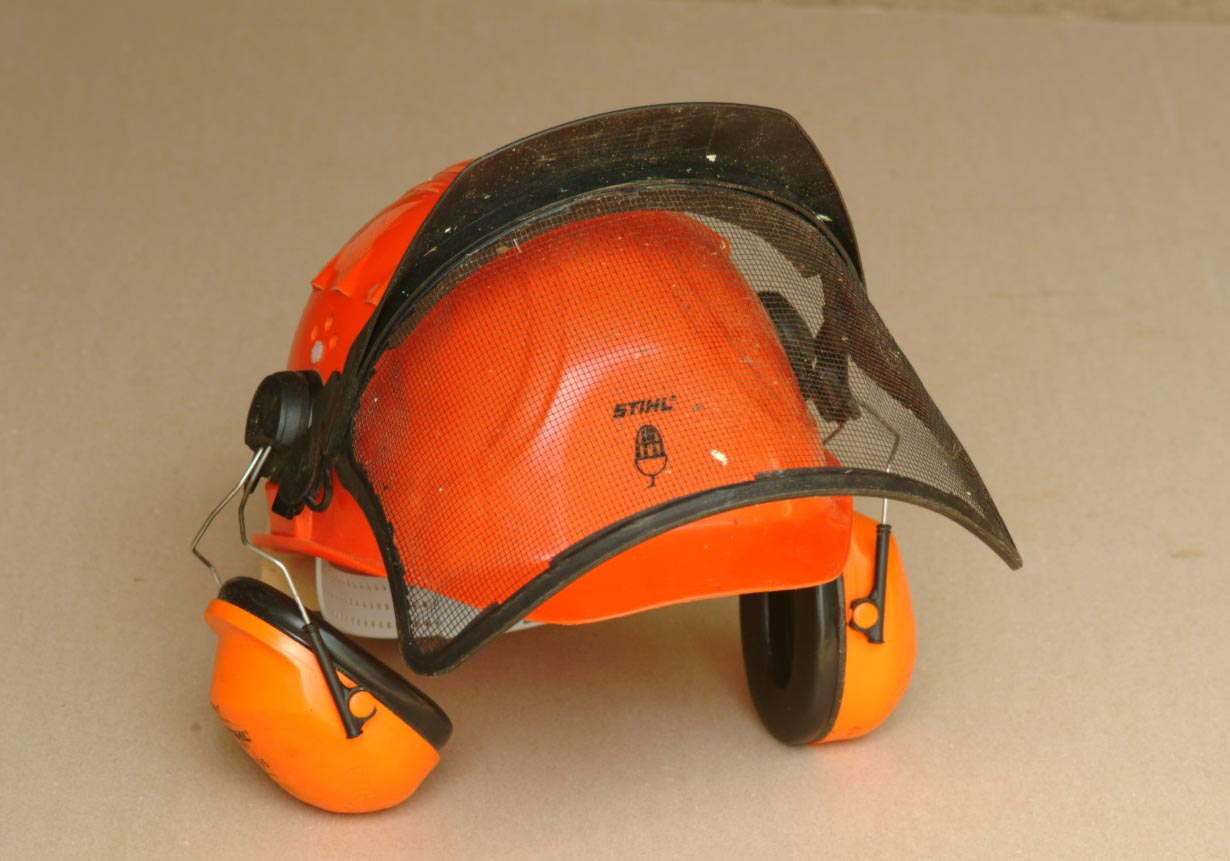
محافظ گوش چسبیده به کلاه ایمنی و محافظ صورت

محافظ گوش وسیله‌ای حفاظتی است که با پوشاندن گوش یا بستن مجرای گوش بیرونی خطر اُفت شنوایی نوفه‌زاد را کاهش می‌دهد. به این وسیله، محافظ شنوایی، گوشی ایمنی، و گوش‌بانهم می‌گویند.
محافظ گوش شبیه هدفون می‌باشد و به‌طور کامل گوش را از بیرون می‌پوشاند. این وسیله هم به‌طور متوسط حدود ۱۵ تا ۳۰ دسی‌بل از شدت صدا را می‌کاهد.
استفاده از این وسیله کم‌خطرتر از گوش‌گیر می‌باشد، زیرا در خارج گوش قرار می‌گیرد و تماسی با داخل گوش ندارد تا مشکلی ایجاد کند.

## تاریخچه
محافظت از گوش را می‌توان با استفاده از هدفون‌هایی که میزان صدایی را که به گوش می‌رسد کاهش می‌دهند، چه با مسدود کردن فیزیکی آن یا با لغو الکترونیکی آن، به دست آورد. تاریخچه محافظ گوش هدفون به اواخر قرن نوزدهم و اوایل قرن بیستم بازمی‌گردد، زمانی که اولین هدفون و گوش گیر اختراع و ثبت اختراع شد.
اولین هدفون توسط اپراتورهای تلفن و مشترکان الکتروفون در دهه‌های ۱۸۸۰ و ۱۸۹۰ مورد استفاده قرار گرفت. آنها حجیم، سنگین و ناراحت‌کننده بودند و محافظت کمی در برابر صداهای بلند ارائه می‌کردند. اولین گوش گیرها توسط ارنست مرکادیه در سال ۱۸۹۱ ثبت شد. آنها سبک‌وزن، قابل حمل و دارای روکش‌های لاستیکی برای محافظت از گوش در برابر اصطکاک بودند. با این حال، آنها به‌طور گسترده برای گوش دادن به موسیقی یا کاهش نویز استفاده نمی‌شدند.
اولین گوش گیرهایی که برای محافظت از شنوایی طراحی شدند، گوش گیرهای Mallock-Armstrong بودند که در طول جنگ جهانی اول توسط ارتش نیز استفاده می‌شد. آنها از لاستیک ساخته شده بودند و یک توپ فلزی در داخل آنها وجود داشت که به عنوان یک دریچه برای تنظیم فشار هوا در کانال گوش عمل می‌کرد.
اعتقاد بر این است که گوش‌بندهای آکوستیک در طول جنگ جهانی دوم اختراع شدند. خلبانان هواپیماهای نظامی چیزهای چرمی روی گوش‌های خود می‌گذاشتند تا در برابر کاهش شنوایی ناشی از سر و صدا به دلیل صدای موتور محافظت کنند. در دهه‌های بعد، فناوری هدفون و گوش‌گیر با نوآوری‌هایی مانند شاخه‌های شیشه‌ای، گوش‌گیرهای فوم، گوش‌گیرهای با کیفیت بالا، هدفون‌های حذف نویز و هدفون‌های بی‌سیم به‌طور قابل توجهی بهبود یافت. این دستگاه‌ها راحتی، راحتی، کیفیت صدا و کاهش نویز بیشتری را برای کاربردها و محیط‌های مختلف ارائه می‌کردند.

## معایب
- افرادی که عینک به چشم می‌زنند، هنگام استفاده از محافظ گوش دچار مشکل می‌شوند.
- استفاده از محافظ گوش در هوای گرم بسیار سخت است و منجر به تعریق و گرمی زیاد گوش می‌شود.

## مزایا
- استفاده از محافظ گوش در هوای سرد، باعث گرم نگه داشتن گوش‌ها می‌شود.
- اگر فرد به هر دلیلی دچار ترشح مایع از گوش خود باشد، به جای استفاده از گوش‌گیر می‌تواند از محافظ گوش استفاده کند. با صلاح‌دید پزشک با پنبه جلوی ترشح گوش را بگیرد و گوش‌بان را روی پنبه قرار دهد.
- فردی که دچار پارگی پرده صماخ باشد، به راحتی می‌تواند از محافظ گوش استفاده کند.